# Rachel Corrieová
Rachel Corrieová (10. dubna 1979 – 16. března 2003) byla americká aktivistka, členka Mezinárodní hnutí solidarity (ISM). Zemřela v pásmu Gazy po rozdrcení buldozerem Izraelských obranných sil (IOS), když stála před místním palestinským domovem jako lidský štít ve snaze zabránit izraelské armádě bourání domů. Izraelská armáda označila její smrt za politováníhodnou nehodu, jejíž příčinou bylo, že ji v daném úhlu řidič buldozeru neviděl. Proti tomuto tvrzení se ohradilo hnutí ISM, podle něhož řidiči nic ve výhledu nebránilo. Americký velvyslanec v Izraeli, Dan Shapiro, označil izraelské vyšetřování smrti Rachel Corriové jako "neuspokojivé". Spojené státy tlačily na Izrael aby okolnosti smrti aktivistky byly důkladně vyšetřeny.